# Agrupament
Un agrupament és la unitat bàsica organitzativa dels escoltes i les guies. Està format pels caps escoltes i els membres de 5 a 19 anys, que es troben agrupats per branques, segons els seus trams d'edat: estol, aplec, secció, etc).
Un agrupament sol tenir al voltant d'un centenar de membres, entre infants i caps, encara que aquest nombre pot ser molt variable. El funcionament de l'organisme és decidit pel Consell d'Agrupament, on hi són representats tots els caps. Les seves decisions s'hi prenen per consens. Normalment, els agrupaments s'uneixen en associacions que tenen trets educatius i ideològics comuns.
Se solen anomenar agrupament escolta si pertanyen a l'Organització Mundial del Moviment Escolta, agrupament guia si pertanyen a l'Associació Mundial de Noies Guies i Noies Escoltes i agrupament escolta i guia si pertanyen a ambdues organitzacions.